# Карачаевка (село)
Карачаевка (каз. Карачай) — упразднённое село в Мартукском районе Актюбинской области Казахстана. Входило в состав Карачаевского сельского округа. Ликвидировано в 2000-е г.

## Население
По данным всесоюзной переписи 1989 года в селе проживало 114 человек, из которых украинцы составляли 51 % населения. В 1999 году постоянное население в селе отсутствовало.